# Sønderskov-Skolen
Sønderskov-Skolen er en folkeskole i Sønderborg. Skolen har ca. 700 elever fra børnehaveklasse til 9. klasse. Skolen ligger på Grundtvigs Allé nr. 100.  
Skolen fik også sin egen idrætshal, som blev indviet første skoledag, i skoleåret 2018/19. 

## Historie

### Ny skole
I 50'erne var der stort behov for en ny skole i Sønderborg, og derfor startede man konstruktionen af Sønderskov-Skolen i 1952. Efter planerne skulle Skolen stå færdig til de nye skoleår d. 15. august 1954, men af forskellige grunde blev færdiggørelsen af byggeriet udskudt til 1. oktober 1954. På daværende tidspunkt havde skolen 12 klasser og omkring 350 elever. Antallet af elever øgede hurtigt over de næste fem år, og allerede i 1959/1960 havde skolen et elevtal på 1035 elever.

### Skolen gennem tiden
Sønderskov-Skolen har været en af de større skoler i Sønderborg. I lang tid var det muligt at gå på Sønderskovskolen fra børnehaveklasse til og med 10. klasse, i dag er det ikke længere muligt at gå i 10. klasse på Sønderskov-Skolen. På Sønderskov-Skolen var det også muligt at få sit årlige tandlæge tjek, men i det nye skoleår 2013/14 var det ikke længer muligt, eftersom Sønderborg børnetandlæge var rykket til Humlehøj-Skolen.

### Skolen i dag
Hele skolen har undergået et stor omvæltning, efter at skolen i 2017 introducerede LEAPS programmet på Skolen. Introduktion af LEAPS sker ved at hvert år fik tre årgange ændret deres skolesystem, de nye 1. klasser, 4. klasser og 7. klasser, vil blive konverteret. Efter tre år var hele Skolen en LEAPS-Skole, 
|  | Denne artikel om en bygning eller et bygningsværk kan blive bedre, hvis der indsættes et (bedre) billede. Du kan hjælpe ved at afsøge Wikimedia Commons for et passende billede eller lægge et op på Wikimedia Commons med en af de tilladte licenser og indsætte det i artiklen. |

54°54′19.85″N 9°48′41.58″Ø / 54.9055139°N 9.8115500°Ø